# 聖佩德羅區 (奧克羅斯省)

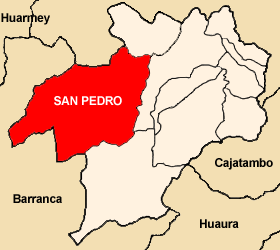
地圖紅色部分即為此區

聖佩德羅區（西班牙語：Distrito de San Pedro），是秘魯的一個區，位於該國北部安卡什大區的奧克羅斯省，始建於1945年1月17日，面積547.03平方公里，海拔高度2,219米，2005年人口890，人口密度為每平方公里1.6人。